# Alouette, je te plumerai
Alouette, je te plumerai est un film français réalisé par Pierre Zucca, sorti en 1988.

## Fiche technique
- Titre : Alouette, je te plumerai
- Réalisateur : Pierre Zucca
- Scénario : Pierre Zucca
- Musique : Jean-Philippe Rameau
- Photographie : Paul Bonis
- Son : Michel Vionnet
- Décors : Max Berto
- Montage : Nicole Lubtchansky
- Pays d'origine :  France
- Format :
- Genre : comédie dramatique
- Durée : 98 minutes
- Date de sortie : 27 avril 1988

## Distribution
- Claude Chabrol : Pierre Vergne
- Valérie Allain : Françoise Lacarrière
- Fabrice Luchini : Jacques Lacarrière
- Micheline Presle : la dame aux bijoux
- Jean-Paul Roussillon : le charbonnier